# カレル・ストルイケン
カレル・ストルイケン（Carel Struycken, 1948年7月30日 - ）は、オランダ出身のハリウッド俳優。

## 来歴
長身を活かした怪優として知られるストルイケンは、1948年にオランダのデン・ハーグに生まれた。4歳の時にカリブ海に位置するキュラソー島へ移住する。16歳の時に再びオランダへ戻り、学業に専念。アムステルダムの映画学校で演出を学んだ後、渡米。ロサンゼルスにアメリカン・フィルム・インスティテュートへ入学し、短編映画の製作などに従事した。同じくオランダ人であった脚本家兼監督のルネ・ダールダーのいくつかのプロジェクトに参加してキャリアをスタート。俳優としてはハリウッドにある通りを歩いている時に、キャスティング・ディレクターの目に留まったことから映画デビューのきっかけを掴んだ。その後は高身長(約213cm)を生かした個性的な脇役で存在感を出している。
日本ではバリー・ソネンフェルド監督の大ヒットホラーコメディ『アダムス・ファミリー』に出てくるフランケンシュタインの怪物さながらの執事、ラーチ役で知られている。その他にも、同監督の『メン・イン・ブラック』やデヴィッド・リンチ監督が製作した『ツイン・ピークス』、『イーストウィックの魔女たち』ではジャック・ニコルソン演じる悪魔に仕える執事役としても出演している。また出演する作品のほとんどが台詞のない役柄である。近年では母国オランダの映画やドラマにも数本出演している。

### 私生活
現在はアメリカ人女性と結婚してロサンゼルス近郊に住んでいる。尚、二児の父親でもある。またベジタリアンでもある。

## 主な出演作品

### 映画
| 公開年 | 邦題 原題                                                     | 役名                   | 備考         | 日本語吹き替え                                |
| ------ | ------------------------------------------------------------- | ---------------------- | ------------ | --------------------------------------------- |
| 1983   | 新バーニング 鬼火伝説 The Prey                                | モンスター             |              |                                               |
| 1985   | エンドア/魔空の妖精 Ewokes: The Battle for Endor              | テラク                 | テレビ映画   | 郷里大輔（DVD版） 屋良有作（劇場公開版）      |
| 1987   | イーストウィックの魔女たち The Witches of Eastwick            | フィデル               |              |                                               |
| 1990   | 仕組まれた男 Framed                                           | ジンクス               | テレビ映画   |                                               |
| 1991   | スティグマ -邪神降臨- Servants of Twilight                    | カイル・バーロウ       |              |                                               |
| 1991   | アダムス・ファミリー The Addams Family                        | ラーチ（執事）         |              | （吹き替え版なし）                            |
| 1993   | アダムス・ファミリー2 Addams Family Values                    | ラーチ（執事）         |              | （吹き替え版なし）                            |
| 1994   | スペース・リザード3001/宇宙の極道蜥蜴 Oblivion                | ガウント               |              |                                               |
| 1996   | オブビリオン2 Oblivion 2: Backlash                            | ガウント               |              |                                               |
| 1997   | メン・イン・ブラック Men in Black                             | アルキリア星人         |              | 福田信昭（ソフト版） 郷里大輔（日本テレビ版） |
| 1998   | エド・ウッドのクレイジーナッツ I Woke Up Early the Day I Died | 葬儀屋                 |              |                                               |
| 1998   | アダムス・ファミリー サン 再結集 Addams Family Reunion        | ラーチ（執事）         | ビデオ映画   | 大塚周夫                                      |
| 1999   | エネミー・アクション Enemy Action                             | アイパッチ             |              |                                               |
| 2002   | サイエンス・フィクション Science Fiction                      | 奇妙な男               |              |                                               |
| 2007   | レディ・ヴァンパイア/美しき聖戦 Revamped                      | ミスター・ヴィンセント | ビデオ映画   |                                               |
| 2008   | Sinterklaas en het geheim van het grote boek                  | フェルディナンド       | オランダ映画 |                                               |
| 2017   | ジェラルドのゲーム Gerald's Game                              | ムーンライトマン       |              | 蓮岳大                                        |
| 2019   | ドクター・スリープ Doctor Sleep                               | グランパ・フリック     |              | 木村雅史                                      |

### テレビシリーズ
| 放映年    | 邦題 原題                                       | 役名                       | 備考        | 日本語吹き替え     |
| --------- | ----------------------------------------------- | -------------------------- | ----------- | ------------------ |
| 1987      | ハンター Hunter                                 | オカルトショップのオーナー | 2エピソード |                    |
| 1987-1992 | 新スタートレック Star Trek: The Next Generation | ミスター・ホム             | 5エピソード |                    |
| 1990-1991 | ツイン・ピークス Twin Peaks                     | 巨人                       | 5エピソード | 清川元夢           |
| 1994      | バビロン5 Babylon 5                             | トレーダー                 | 1エピソード |                    |
| 1996      | スタートレック:ヴォイジャー Star Trek: Voyager  | Spectre                    | 1エピソード |                    |
| 2002      | チャームド 〜魔女3姉妹〜 Charmed                | ジャイアント・デーモン     | 1エピソード |                    |
| 2006      | マイネーム・イズ・アール My Name Is Earl        | ポール                     | 1エピソード | （吹き替え版なし） |
| 2010      | コールドケース 迷宮事件簿 Cold Case             | レスター・スミス（2010）   | 1エピソード | 水野龍司           |
| 2014      | THE BLACKLIST/ブラックリスト The Blacklist      | マシュー・キンケイド       | 1エピソード |                    |
| 2016      | GOTHAM/ゴッサム Gotham                          | トールモンスター           | 1エピソード | （吹き替え版なし） |
| 2017      | ツイン・ピークス The Return Twin Peaks          | 消防士、ほか               | 4エピソード |                    |